# خروج جنین پس از مرگ
خروج جنین پس از مرگ (انگلیسی: postmortem fetal extrusion) یا اکستروژن جنین پس از مرگ یا تولد در تابوت (انگلیسی: Coffin birth) به بیرون راندن یک جنین مرده از طریق دهانه واژن به دلیل افزایش فشار ناشی از گازهای داخل شکمی گفته می‌شود. این نوع زایمان پس از مرگ به ندرت اتفاق می‌افتد. وقوع این پدیده چنان نادر است که این موضوع به ندرت در گفتمان پزشکی بین‌المللی ذکر می‌شود.
به‌طور معمول در طول تجزیه بدن انسان، باکتری‌های طبیعی موجود در اندام‌های حفره شکمی (مانند معده و روده) گازهایی را به عنوان محصولات جانبی متابولیسم تولید می‌کنند که باعث تورم بدن می‌شود. در برخی موارد، فشار محدود گازها می‌تواند رحم را به سمت پایین فشار دهد، و ممکن است از داخل به بیرون بچرخد و از طریق دهانه واژن به بیرون از بدن خارج شود (فرآیندی که پرولاپس نامیده می‌شود). اگر جنین در داخل رحم قرار داشته باشد، می‌تواند از طریق دهانه واژن از بدن مادر خارج شود، زمانی که رحم از داخل به بیرون می‌چرخد، در فرآیندی که ظاهراً شبیه زایمان است. تفاوت اصلی در وضعیت مادر و جنین و مکانیسم زایمان نهفته‌است: در صورت زایمان طبیعی و زنده، انقباضات مادر زیاد شده و دهانه رحم را کوتاه می‌کند تا نوزاد از رحم خارج شود. ولی در خروج جنین مرده، فشار گاز ایجاد شده به دلیل پوسیدن بدن یک زن باردار، جنین مرده را از بدن مادر بیرون می‌راند.
مواردی از قرن شانزدهم توسط مقامات پزشکی ثبت شده‌است، اگرچه برخی از موارد باستان‌شناسی شواهدی برای وقوع آن در بسیاری از دوره‌های تاریخ بشر ارائه می‌دهند. در حالی که موارد خروج جنین پس از مرگ همیشه نادر بوده‌است، این پدیده تحت شرایط متفاوت ثبت شده‌است و گه گاه در زمینه پزشکی قانونی مدرن زمانی که جسد یک زن باردار برای مدتی پس از مرگ دست نخورده و کشف نشده‌است، دیده می‌شود. همچنین مواردی وجود دارد که در آن جنین ممکن است در هنگام مرگ یا در حین تجزیه از بدن زن باردار جدا شود، اگرچه از آنجایی که این موارد با فرآیندهای توضیح داده شده در اینجا سازگار نیستند، موارد واقعی اکستروژن جنین پس از مرگ در نظر گرفته نمی‌شوند.

## علل
علت اکستروژن جنین پس از مرگ به‌طور کامل شناخته نشده‌است، زیرا این رویداد در شرایط تجربی نه قابل پیش‌بینی است و نه قابل تکرار. شواهد به صورت اتفاقی ثبت شده‌است و مشاهده مستقیم تصادفی است.

## تاریخچه
موارد مستند متعددی از اکستروژن جنین پس از مرگ در خلاصه پزشکی Anomalies and Curiosities of Medicine که برای اولین بار در سال ۱۸۹۶ منتشر شد، شرح داده شد اولین مورد ارائه شده در سال ۱۵۵۱ زمانی رخ داد که یک زن باردار توسط دادگاه تفتیش عقاید اسپانیا محاکمه و به دار آویخته شد. چهار ساعت پس از مرگ او، و در حالی که جسد هنوز به دار آویزان بود، دو نوزاد مرده دیده شدند که از جسد افتادند. این برای مدت زمان کوتاهی که بین مرگ و زایمان سپری شده غیرعادی است. از آنجایی که هیچ اطلاعاتی در مورد سایر شرایط محیطی داده نشده‌است، مشخص نیست که آیا شروع پوسیدگی تسریع شده‌است یا اینکه آیا سایر عوامل سببی در کار بوده‌اند.
در شهر بروکسل، در سال ۱۶۳۳، زنی بر اثر تشنج جان خود را از دست داد و سه روز بعد یک جنین خود به خود بیرون رانده شد. در وایسنفلس، در سال ۱۸۶۱، اکستروژن پس از مرگ جنین شصت ساعت پس از مرگ یک زن باردار مشاهده شد.
موارد دیگری نیز شرح داده شده‌است، اگرچه تنها تعداد کمی از آنها کشف غیرمنتظره بقایای جنین را پس از نبش قبر توصیف می‌کنند. بیشتر موارد قبل از دفن رخ داده‌است. در برخی از این موارد، جسد در تابوت بود، در حالی که در موارد دیگر جسد هنوز در بستر مرگ یا روی زیرتابوتی بود.
در سال ۲۰۰۵، جسد یک زن ۳۴ ساله، هشت‌ماهه باردار، در آپارتمانش در هامبورگ آلمان کشف شد. بدن نفخ و تغییر رنگ داشت و در معاینه اولیه مشخص شد که سر جنین در دهانه واژن ظاهر شده‌است. در کالبد شکافی، بازرسان پزشکی متوجه شدند که سر و شانه‌های جنین بیرون آمده‌است و به این نتیجه رسیدند که یک مورد اکستروژن پس از مرگ جنین در حال انجام است. این زن که پیش از این دو بار زایمان کرده بود، بر اثر مصرف بیش از حد هروئین جان باخت. این مورد غیرعادی و خطرناک بود، زیرا این اولین مورد مدرن بود که در آن پزشکان توانستند یک مورد اکستروژن جنین پس از مرگ را در حال انجام ثبت کنند.
در سال ۲۰۰۸، جسد یک زن ۳۸ ساله، هفت‌ماهه باردار، چهار روز پس از ناپدید شدن او از محل سکونت خود در پاناما، در یک زمین باز کشف شد. یک کیسه پلاستیکی بالای سرش گذاشته بودند و دهانش را بسته بودند. پرونده قتل اعلام شد. بدن از گرمای استوایی و رطوبت زیاد رنج می‌برد و نفخ کرده بود و به شدت تغییر رنگ داده بود. در کالبد شکافی، بقایای جنین در لباس زیر این زن کشف شد. اگرچه جنین در وضعیت مشابهی از تجزیه قرار داشت، بند ناف سالم بود و همچنان به جفت داخل رحم چسبیده بود. این اولین مورد پزشکی قانونی بود که در آن می‌توان نتیجه‌گیری کرد که تولد در تابوت بر اساس موقعیت اجساد و اتصال واضح بند ناف به جفت خارج‌شده اتفاق افتاده‌است.
در سال ۲۰۱۹، گزارش کالبد شکافی در مورد قتل خانواده واتس در اوت ۲۰۱۸ نشان داد که شانان واتس (که در زمان قتل هفته ۱۵ باردار بود) در یک قبر کم عمق پیدا شده بود و جنین از بدن بیرون رانده شده بود.